# Cavendish (ort i Kanada, Newfoundland och Labrador)
Cavendish är en ort i Kanada.   Den ligger i provinsen Newfoundland och Labrador, i den östra delen av landet, 1 700 km öster om huvudstaden Ottawa. Cavendish ligger 21 meter över havet och antalet invånare är 363.
Terrängen runt Cavendish är huvudsakligen platt, men söderut är den kuperad. Havet är nära Cavendish västerut. Närmaste större samhälle är Carbonear, 20,0 km öster om Cavendish. 
I omgivningarna runt Cavendish växer i huvudsak blandskog. Runt Cavendish är det glesbefolkat, med 13 invånare per kvadratkilometer.